# 阿斯托尔加之围
阿斯托尔加之围（法语：Siège d'Astorga）是法国军队在半岛战争企图夺取阿斯托尔加而爆发的围城战。阿斯托尔加位于法国入侵西班牙和葡萄牙主攻方向的侧翼，法军将该城用作伊比利亚半岛法军的总部。几个星期以来，这里没有遭到法军的任何攻击，因为双方都没有足够的火炮来进行交战。然而，在法军的大炮抵达后不久，法军就在城墙上炸开了一个洞，这座城市随后被法军占领。

## 地点
阿斯托尔加于西班牙西北部的莱昂省。由于它的地理位置，当法国军队向西班牙挺进时，该城位于法军大部队的侧翼。这座城市建在一座小山上，是曼萨纳尔山脉的一部分，因此有一条自然的防御阵地。1809年9月，法国人在试图占领这座城市时被击败。此后，拉·罗马纳将军的西班牙部队修复了城墙并建立了防御工事。

## 军队
围攻阿斯托尔加的法国军队是安德烈·马塞纳军团的一部分，由让-安多什·朱诺指挥。朱诺于3月21日随拿破仑的第8军团抵达阿斯托尔加，该军由12,000人组成，其中包括1,200名骑兵。朱诺的部队包括几个月前进入法军战斗序列的爱尔兰军团。围攻阿斯托尔加将是这一支法军部队在伊比利亚半岛的第一个行动。朱诺将克洛泽尔的师置于阵线中心的位置，其他的法军部队则负责战略侦查及掩护。

## 战斗
1810年2月，路易·亨利·洛伊森将军率领的法军士兵试图占领这座城市，但他并没有事先做好准备进攻西班牙军队在那里的防御工事，于是被迫撤退。朱诺的部队前来协助洛伊森，但没有携带攻城火炮；朱诺随后花了几个星期才收集到足够的火炮来袭击该城。与此同时，法军绕着城墙挖起了战壕。有趣的是，1812年，威灵顿公爵指挥的英国和西班牙军队在重新夺回这座城市时遇到了同样的麻烦。阿斯托尔加的驻军也没有足够的火炮：于是和围攻的法军对峙了几个星期。在这几周内，西班牙指挥官桑托西尔德斯清空了该城的3,000名居民，并为从1810年3月21日开始的围困储备了物资。西班牙人不能指望他们的英国盟友。直到攻城炮到达前，除了朱诺小型炮的滋扰火力之外，双方都没有任何行动。
朱诺的18门攻城炮于4月15日从巴利亚多利德送抵前线。20日，阿斯托尔加的城墙被攻破。第二天晚上，法军攻入了这座城市。然而，法军的第一次进攻在损失300人后被击退。幸存的法军士兵在城内占领了一处防御阵地过夜。第二天早上，西班牙指挥官桑托希尔德斯在法军准备进行另一次进攻时宣布投降。

## 后果
桑托西尔德斯的部队在投降时几乎没有弹药了：每名西班牙士兵此时只剩下不到30发弹药，而火炮炮弹只剩下8发。法军获得了2,500名西班牙俘虏和这座城市，但有160人阵亡，400人受伤。西班牙驻军仅有51人死亡和109人受伤。大多数法军的伤亡都来自对突破口的袭击。最先发起冲锋的爱尔兰军团损失惨重：其中一位鼓手在失去双腿后继续冲锋，为此他被授予法国荣誉军团勋章。

## 引文
1. 1 2 3 4 5  Bodart 1908，第416頁.
2. 1 2  Goldberg 2008.
3. 1 2 3 4 5  Medlen 2008.
4. 1 2 3 4 5 6 7  Rickard 2021.
5. 1 2 3  Southey 1828.
6. 1 2  Fortescue 1912.
7. 1 2 3  Oman & Hall 1908.
8. 1 2 3  Gates 2001.
9. ↑  Esdaile 2003，第587頁.
10. ↑  Jones 1821.
11. ↑  Esdaile 1988.
12. 1 2 3 4  Napier 1828b.